# Cyrtostylis oblonga
Cyrtostylis oblonga är en orkidéart som beskrevs av Joseph Dalton Hooker. Cyrtostylis oblonga ingår i släktet Cyrtostylis, och familjen orkidéer. Inga underarter finns listade i Catalogue of Life.